# Stazione di Prata-Pratola
Stazione di Prata-Pratola vasútállomás Olaszországban, Prata di Principato Ultra településen.

## Vasútvonalak
Az állomást az alábbi vasútvonalak érintik:
- Cancello–Benevento railway

## Kapcsolódó állomások
A vasútállomáshoz az alábbi állomások vannak a legközelebb:
- Stazione di Tufo